# (29423) 1997 AF22
1997 أي أف 22 (ويعرف أيضًا باسم (29423) 1997 أي أف 22 وفق تسمية الكوكب الصغير) (بالإنجليزية: 1997 AF22)‏ هو كويكب ضمن حزام الكويكبات؛ وترتيبه 29423 من حيث الاكتشاف.
اكتُشف هذا الجُرم الفلكي بواسطة هيروشي كانيدا في 9 يناير 1997.

## وصلات خارجية
- (29423) 1997 AF22 في قاعدة بيانات مختبر الدفع النفاث لأجرام النظام الشمسي الصغيرة

- الاكتشاف · مخطط المدار ·  العناصر المدارية · المعلمات المادية

- (29423) 1997 AF22 على موقع ويكي سكاي: DSS2, SDSS, GALEX, IRAS, Hydrogen α, X-Ray, Astrophoto, Sky Map, Articles and images